# حازم محمد إمام
حازم محمد عبد الحميد إمام واختصارًا حازم محمد إمام ويشتهر باسم حازم إمام هو لاعب لنادي الزمالك للشباب. تبدأ قصة تصعيد اللاعب الشاب في الدوري المصري موسم 2009-2010 عندما ساءت نتائج الفريق الأول لنادي الزمالك ووصل لمراكز متأخرة نظراَ لتاريخ النادي العريق وانه أحد اقطاب الدوري المصري الممتاز لكرة القدم على مر التاريخ منذ انشائه عام 1911، وكان حازم امام كما يحب ان يسميه البعض تيمنا باللاعب السابق للزمالك حازم إمام وقد كان ظهور حازم امام بمستوى لافت للنظر قبل مباراة النادي الأهلي بثلاث مباريات وكانوا يتوقعون منه التألق ولم يخيب امالهم فقد ظهر اللاعب بمستوى باهر يفوق الخيال والمنتظر منه وقد تفوق على اللاعب جيلبرتو ظهير أيسر النادي الاهلي واتيحت له الكثير من الفرص كاد ان يسجل منها ولكن الحظ لم يحالفه لدرجة وصل بعدها ان طالبت جماهير نادي الزمالك بارتداء اللاعب القميص رقم "14" الذي كان يلبسه حازم إمام من قبله، ويرتدي اللاعب حاليا القميص رقم (7).

## منتخب مصر
اختار الكابتن حسن شحاتة حازم إمام للانضمام لمنتخب مصر قبل بطولة الأمم الأفريقية 2010، وكانت أول مباراة دولية لحازم أمام أمام منتخب مالاوي التي أقيمت بالقاهرة يوم 29 ديسمبر 2009 وانتهت بالتعادل 1-1 ولكن استبعده حسن شحاتة بعدها من قائمة الـ23 لاعب المنضمين لمنتخب مصر في كأس الأمم الأفريقية لكرة القدم 2010 بأنغولا.

## مرتبة الشرف
الزمالك
- الدوري المصري الممتاز (2): 2014-15، 2020–21
- كأس مصر: 2008، 2013، 2014، 2015، 2018
- كأس السوبر المصري: 2020
- كأس السوبر المصري السعودي: 2018
- كأس الكونفيدرالية الأفريقية: 2019-20
- كأس السوبر الأفريقي: 2020